# Gus Mortson
James Angus Gerald "Gus" Mortson, född 24 januari 1925 i New Liskeard, Ontario, död 8 augusti 2015 i Timmins, Ontario, var en kanadensisk professionell ishockeyspelare som tillbringade 13 säsonger i den nordamerikanska ishockeyligan National Hockey League (NHL), där han spelade för ishockeyorganisationerna Toronto Maple Leafs, Chicago Black Hawks och Detroit Red Wings. Han producerade 198 poäng (46 mål och 152 assists) samt drog på sig 1 380 utvisningsminuter på 797 grundspelsmatcher. Han spelade också på lägre nivåer för Buffalo Bisons i American Hockey League (AHL), Chatham Sr. Maroons i International Hockey League (IHL)/United States Hockey League (USHL Sr.), Toronto St. Michael's Majors, Tulsa Oilers, Toronto Dixie Beehives och Oakville Oaks i Ontario Hockey Association-Sr./Jr./B (OHA) och Oshawa Generals för turneringen Memorial Cup.
Mortson vann fyra Stanley Cup-titlar med Maple Leafs för säsongerna 1946-1947, 1947-1948, 1948-1949 och 1950-1951.
Efter karriären var han egen företagare inom livsmedel och börsmäklare.

## Statistik
| Källa: Utv = Utvisningsminuter | Källa: Utv = Utvisningsminuter | Källa: Utv = Utvisningsminuter |                           | Grundserie                | Grundserie                | Grundserie                | Grundserie                | Grundserie                |                           | Slutspel                  | Slutspel                  | Slutspel                  | Slutspel                  | Slutspel    |
| Säsong                         | Lag                            | Liga                           | Matcher                   | Mål                       | Assist                    | Poäng                     | Utv                       | Matcher                   | Mål                       | Assist                    | Poäng                     | Utv                       |                           |             |
| ------------------------------ | ------------------------------ | ------------------------------ | ------------------------- | ------------------------- | ------------------------- | ------------------------- | ------------------------- | ------------------------- | ------------------------- | ------------------------- | ------------------------- | ------------------------- | ------------------------- | ----------- |
| 1943–1944                      | Toronto St. Michael's Majors   | OHA-Jr.                        | 25                        | 5                         | 11                        | 16                        | 16                        | 12                        | 2                         | 2                         | 4                         | 12                        |                           |             |
|                                | Oshawa Generals                | Memorial Cup                   | —                         | —                         | —                         | —                         | —                         | 8                         | 1                         | 4                         | 5                         | 4                         |                           |             |
| 1944–1945                      | Toronto St. Michael's Majors   | OHA-Jr.                        | 17                        | 6                         | 12                        | 18                        | 18                        | 6                         | 1                         | 5                         | 6                         | 8                         |                           |             |
| 1945–1946                      | Tulsa Oilers                   | USHL Sr.                       | 51                        | 19                        | 29                        | 48                        | 47                        | 13                        | 1                         | 5                         | 6                         | 12                        |                           |             |
| 1946–1947                      | Toronto Maple Leafs            | NHL                            | 60                        | 5                         | 13                        | 18                        | 133                       | 11                        | 1                         | 3                         | 4                         | 22                        |                           |             |
| 1947–1948                      | Toronto Maple Leafs            | NHL                            | 58                        | 7                         | 11                        | 18                        | 118                       | 5                         | 1                         | 2                         | 3                         | 2                         |                           |             |
| 1948–1949                      | Toronto Maple Leafs            | NHL                            | 60                        | 2                         | 13                        | 15                        | 85                        | 9                         | 2                         | 1                         | 3                         | 8                         |                           |             |
| 1949–1950                      | Toronto Maple Leafs            | NHL                            | 68                        | 3                         | 14                        | 17                        | 125                       | 7                         | 0                         | 0                         | 0                         | 18                        |                           |             |
| 1950–1951                      | Toronto Maple Leafs            | NHL                            | 60                        | 3                         | 10                        | 13                        | 142                       | 11                        | 0                         | 1                         | 1                         | 4                         |                           |             |
| 1951–1952                      | Toronto Maple Leafs            | NHL                            | 65                        | 1                         | 10                        | 11                        | 106                       | 4                         | 0                         | 0                         | 0                         | 8                         |                           |             |
| 1952–1953                      | Chicago Black Hawks            | NHL                            | 68                        | 5                         | 18                        | 23                        | 88                        | 7                         | 1                         | 1                         | 2                         | 6                         |                           |             |
| 1953–1954                      | Chicago Black Hawks            | NHL                            | 68                        | 5                         | 13                        | 18                        | 132                       | —                         | —                         | —                         | —                         | —                         |                           |             |
| 1954–1955                      | Chicago Black Hawks            | NHL                            | 65                        | 2                         | 11                        | 13                        | 133                       | —                         | —                         | —                         | —                         | —                         |                           |             |
| 1955–1956                      | Chicago Black Hawks            | NHL                            | 52                        | 5                         | 10                        | 15                        | 87                        | —                         | —                         | —                         | —                         | —                         |                           |             |
| 1956–1957                      | Chicago Black Hawks            | NHL                            | 70                        | 5                         | 18                        | 23                        | 147                       | —                         | —                         | —                         | —                         | —                         |                           |             |
| 1957–1958                      | Chicago Black Hawks            | NHL                            | 67                        | 3                         | 10                        | 13                        | 62                        | —                         | —                         | —                         | —                         | —                         |                           |             |
| 1958–1959                      | Detroit Red Wings              | NHL                            | 36                        | 0                         | 1                         | 1                         | 22                        | —                         | —                         | —                         | —                         | —                         |                           |             |
|                                | Buffalo Bisons                 | AHL                            | 29                        | 3                         | 9                         | 12                        | 46                        | 11                        | 3                         | 3                         | 6                         | 12                        |                           |             |
| 1959–1960                      | Buffalo Bisons                 | AHL                            | 72                        | 10                        | 32                        | 42                        | 37                        | —                         | —                         | —                         | —                         | —                         |                           |             |
| 1960–1961                      | Spelade ej.                    | Spelade ej.                    | Spelade ej.               | Spelade ej.               | Spelade ej.               | Spelade ej.               | Spelade ej.               | Spelade ej.               | Spelade ej.               | Spelade ej.               | Spelade ej.               | Spelade ej.               | Spelade ej.               | Spelade ej. |
| 1961–1962                      | Toronto Dixie Beehives         | OHA-B                          | Statistik ej tillgänglig. | Statistik ej tillgänglig. | Statistik ej tillgänglig. | Statistik ej tillgänglig. | Statistik ej tillgänglig. | Statistik ej tillgänglig. | Statistik ej tillgänglig. | Statistik ej tillgänglig. | Statistik ej tillgänglig. | Statistik ej tillgänglig. | Statistik ej tillgänglig. |             |
| 1962–1963                      | Chatham Sr. Maroons            | OHA-Sr.                        | 36                        | 11                        | 14                        | 25                        | 46                        | 9                         | 1                         | 1                         | 2                         | 6                         |                           |             |
| 1963–1964                      | Chatham Sr. Maroons            | IHL                            | 29                        | 2                         | 14                        | 16                        | 60                        | —                         | —                         | —                         | —                         | —                         |                           |             |
| 1964–1965                      | Oakville Oaks                  | OHA-Sr.                        | 31                        | 7                         | 18                        | 25                        | 78                        | 11                        | 1                         | 5                         | 6                         | 18                        |                           |             |
|                                | Buffalo Bisons                 | AHL                            | 3                         | 0                         | 3                         | 3                         | 0                         | —                         | —                         | —                         | —                         | —                         |                           |             |
| 1965–1966                      | Oakville Oaks                  | OHA-Sr.                        | 27                        | 7                         | 15                        | 22                        | 48                        | 7                         | 0                         | 2                         | 2                         | 2                         |                           |             |
| 1966–1967                      | Oakville Oaks                  | OHA-Sr.                        | 13                        | 3                         | 3                         | 6                         | 8                         | —                         | —                         | —                         | —                         | —                         |                           |             |
| NHL totalt                     | NHL totalt                     | NHL totalt                     | 797                       | 46                        | 152                       | 198                       | 1380                      | 54                        | 5                         | 8                         | 13                        | 68                        |                           |             |
| AHL totalt                     | AHL totalt                     | AHL totalt                     | 104                       | 13                        | 44                        | 57                        | 83                        | 11                        | 3                         | 3                         | 6                         | 12                        |                           |             |
| IHL totalt                     | IHL totalt                     | IHL totalt                     | 29                        | 2                         | 14                        | 16                        | 60                        | —                         | —                         | —                         | —                         | —                         |                           |             |
| USHL totalt                    | USHL totalt                    | USHL totalt                    | 51                        | 19                        | 29                        | 48                        | 47                        | 13                        | 1                         | 5                         | 6                         | 12                        |                           |             |
| OHA totalt                     | OHA totalt                     | OHA totalt                     | 149                       | 39                        | 73                        | 112                       | 214                       | 45                        | 5                         | 15                        | 20                        | 46                        |                           |             |